# Seixa

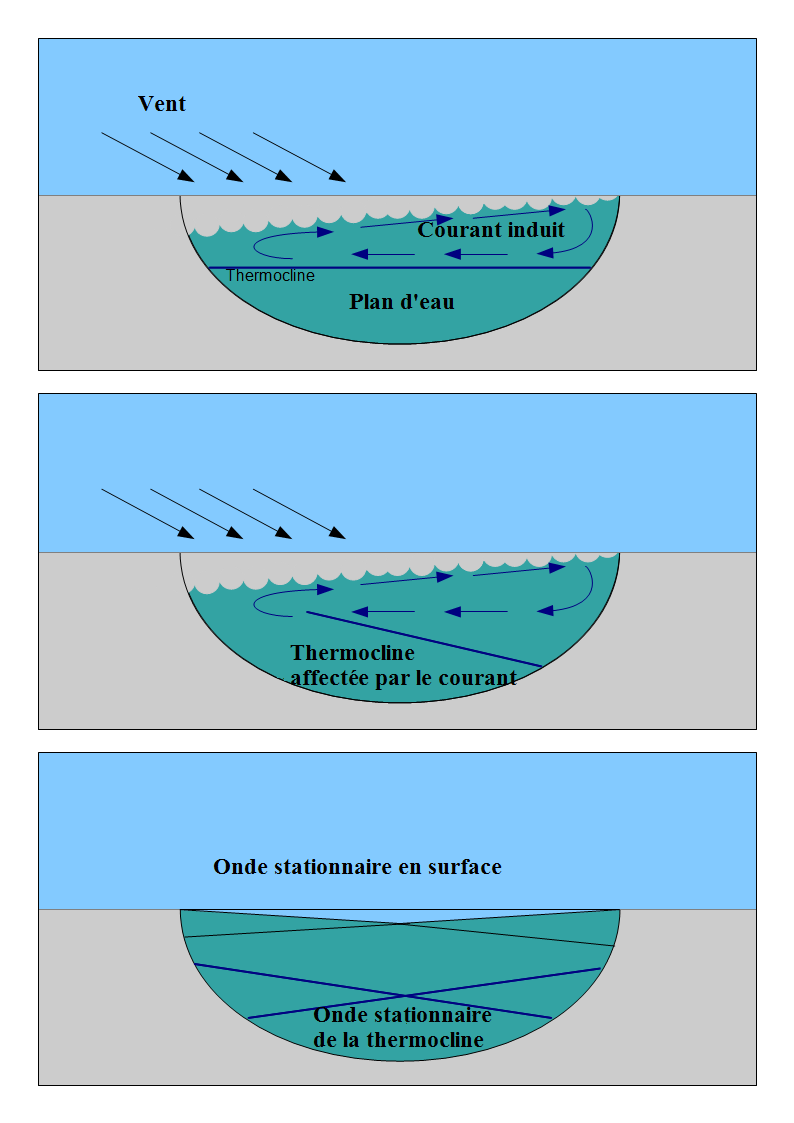
Il·lustració de la formació de seixes.

Una seixa és una ona estacionària en una acumulació d'aigua en un recinte tancat (llac, embassament, banyera…) o semi-tancat (port, cala, badia…) produïda per alguna pertorbació atmosfèrica o sísmica. El terme seixa prové del francès seiche, que va ser emprat per primera vegada per l'hidrologista suís François-Alphonse Forel, l'any 1890, el qual observà l'efecte sobre el llac Léman, a Suïssa.
Els períodes dels diferents modes d'oscil·lació de les seixes depenen de la forma i profunditat del recinte. Segons la naturalesa de la pertorbació atmosfèrica o sísmica, pot produir-se un fenomen de ressonància respecte a alguna de les freqüències dels diversos modes d'oscil·lació. En aquest cas, l'amplitud de l'oscil·lació pot augmentar notablement, amb els consegüents efectes sobre l'entorn (risc d'inundacions, possibles destrosses sobre elements flotants, etc.) 
Un exemple d'aquest cas és el port de Ciutadella de Menorca (Menorca, Illes Balears), que s'assenta sobre una cala natural de forma molt allargada. Aquí s'hi poden observar les rissagues, que són un bon exemple dels efectes de la ressonància sobre les seixes. Les rissagues tenen un període d'oscil·lació aproximat d'uns 10 minuts, xifra corresponent al període del mode fonamental de les seixes del port.

## Seixes en un recinte semi-tancat de forma allargada
Si el recinte presenta una forma allargada, com ara una cala, el període per a cadascun dels modes d'oscil·lació presents es pot aproximar a l'expressió següent:
{\displaystyle T={\frac {4l}{n{\sqrt {gh}}}}(n=1,3,5,7...)}
on l és la longitud del recinte i h la profunditat mitjana.